# Приступа Ігор Миколайович
І́гор Микола́йович Присту́па (29 грудня 1978 — 15 червня 2024) — український військовослужбовець, пластун, учасник російсько-української війни.

## Життєпис
Народився 1978 року в місті Луцьк. Гравець луцької команди КВК. 2014 року пішов до війська добровольцем. До лав служби служби судової охорони вступив у листопаді 2019 року. Перебував на посаді контролера І категорії 2 взводу охорони 1 підрозділу охорони територіального управління у Волинській області. У вересні 2021 року вирішив спробувати себе в іншій професії; виїхав за кордон.
З початком повномасштабного вторгнення одразу повернувся з-за кордону до України, щоб взяти участь в обороні держави. Загинув 15 червня 2024 року при виконанні службових обов'язків.
Похований у секторі військових поховань на міському кладовищі в селі Гаразджа.

## Нагороди
- Орден «За мужність» II ступеня[3].
- Орден «За мужність» III ступеня.